# Mimi Cozzens
Mimi Cozzens (* 3. März 1935 in Brooklyn, New York City als Mildred Gloria Cozzens; † 11. Dezember 2021 in Woodland Hills, Los Angeles) war eine US-amerikanische Film-, Fernseh- und Theaterschauspielerin.

## Leben
Bereits im Alter von dreieinhalb Jahren modelte Cozzens, zusammen mit ihrer Schwester, für die John Robert Powers Agency in New York City. Als Teenager tanzte und sang sie in einer New Yorker Fernsehshow namens Teen Topper Revue. Sie besuchte die Newtown High School in Elmhurst, Queens, studierte von 1952 bis 1954 am Emerson College in Boston und schloss ihr Studium 1956 mit einem Bachelor of Arts in Schauspielkunst und Sprachgestaltung mit dem Nebenfach Rundfunk an der Hofstra University, Long Island ab.
Als Theaterschauspielerin spielte sie ein breites Spektrum an verschiedenen Rollen in dramatischen und komödiantischen Bühnenstücken sowie Musicals. Ihr Broadway-Debüt gab sie in Herbert Ross’ Inszenierung von Neil Simons I Ought to Be in Pictures, als sie die Rolle der Steffy von Joyce Van Patten übernahm. Weitere Broadway-Auftritte hatte sie als Mrs. Norman in Mark Medoffs Children of a Lesser God (Regie: Gordon Davidson) und als Doris in Bernard Slades Same Time, Next Year (Regie: Gene Saks). Sie spielte auch in anderen großen Produktionen, so etwa als Myrtle in Mornings at Seven (Regie: Vivian Matalon), als Edna in The Prisoner of Second Avenue (Regie: Tom Porter) und als Gladys bzw. Maggie in der Tribute-Aufführung mit Jack Lemmon (Regie: Arthur Storch). Für ihr Wirken in kleineren, regionalen Produktionen erhielt sie mehrere Auszeichnungen: einen Drama-Logue-Award für ihre Rolle Louise in Arthur Millers After the Fall (Regie: Harris Yulin), einen ADA-Award für ihre Rolle Betty in Only the Dead Know Burbank (Regie: Jeremiah Morris) und einen L.A.-Weekly-Award für ihre Verkörperung der Helen in The Front Room (Regie: Michael Kane).
Als Film- und Fernsehschauspielerin war Cozzens im Laufe ihrer Karriere in zahlreichen Serien als Gastdarstellerin zu sehen, so etwa in Eleanor and Franklin (1976), Quincy (1977, 1979), Golden Girls (1989, 1991), Malcolm mittendrin (2005) und The Mindy Project (2013). Zu den Filmen, in denen sie spielte, gehören Im Sauseschritt ins Dünenbett (1983), Dead on Target – Ziel erfasst (1998), What Would Jesus Do? (2010), Weihnachtspost (2010), Love Meet Hope (2016) und The Last Tour (2016).
Cozzens ist Mitglied der Antaeus Theatre Company und der Interact Theatre Company. Von 2011 bis 2015 war sie Mitglied des Executive Committee der Performers Peer Group der Academy of Television Arts & Sciences.

## Filmografie

### Filme
- 1977: Eleanor and Franklin: The White House Years (Fernsehfilm)
- 1982: Polizei-Komplott (A Question of Honor, Fernsehfilm)
- 1983: Im Sauseschritt ins Dünenbett (Spring Break)
- 1990: Night of the Cyclone
- 1991: Danielle Steels Väter (Daddy, Fernsehfilm)
- 1992: Hydrotoxin – Die Bombe tickt in Dir (Live Wire)
- 1996: Soul of the Game (Fernsehfilm)
- 1997: Gegner aus Liebe (Tell Me No Secrets, Fernsehfilm)
- 1997: Foto Novelas: Mangas (Kurzfilm)
- 1998: Dead on Target – Ziel erfasst (The Pandora Project)
- 2003: Passions
- 2006: Dead Ronnie (Kurzfilm)
- 2009: Dandelion Dharma (Kurzfilm)
- 2010: What Would Jesus Do?
- 2010: Weihnachtspost (Christmas Mail)
- 2011: Mardi Gras: Die größte Party ihres Lebens (Mardi Gras: Spring Break)
- 2012: The Master
- 2013: Remember to Breathe (Kurzfilm)
- 2013: Emit (Kurzfilm)
- 2014: What’s Cookin’? (Kurzfilm)
- 2014: Naughty & Nice (Fernsehfilm)
- 2016: Chasing Life (Kurzfilm)
- 2016: Love Meet Hope
- 2016: The Last Tour
- 2017: Swim (Kurzfilm)

### Fernsehserien
- 1967–1973: The Doctors
- 1976: Eleanor and Franklin (2 Folgen)
- 1976: Make-up und Pistolen (Police Woman, eine Folge)
- 1977, 1979: Quincy (Quincy, M. E., 2 Folgen)
- 1978: Police Story (eine Folge)
- 1979: Die Jeffersons (The Jeffersons, eine Folge)
- 1983: Bare Essence (eine Folge)
- 1987: General Hospital
- 1987: Chefarzt Dr. Westphall (St. Elsewhere, eine Folge)
- 1987: One Big Family (eine Folge)
- 1988: Das Model und der Schnüffler (Moonlighting, eine Folge)
- 1989: Familienbande (Family Ties, eine Folge)
- 1989: Unter der Sonne Kaliforniens (Knots Landing, eine Folge)
- 1989: Mord ist ihr Hobby (Murder, She Wrote, eine Folge)
- 1989, 1991: Golden Girls (The Golden Girls, 2 Folgen)
- 1990: Columbo: Schleichendes Gift (Uneasy Lies the Crown)
- 1991: Carol & Company (eine Folge)
- 1991: Wer ist hier der Boss? (Who’s the Boss?, eine Folge)
- 1991: Morton & Hayes (eine Folge)
- 1991: Raumschiff Enterprise – Das nächste Jahrhundert (Star Trek: The Next Generation, eine Folge)
- 1991: Der Prinz von Bel-Air (The Fresh Prince of Bel-Air, eine Folge)
- 1994: Diagnose: Mord (Diagnosis Murder, eine Folge)
- 1995: Women of the House (eine Folge)
- 1996: Die Drew Carey Show (The Drew Carey Show, eine Folge)
- 1996: Chicago Hope – Endstation Hoffnung (Chicago Hope, eine Folge)
- 1997: Eine himmlische Familie (7th Heaven, eine Folge)
- 1998: Melrose Place (eine Folge)
- 1998: Seinfeld (eine Folge)
- 1999: Hinterm Mond gleich links (3rd Rock from the Sun, eine Folge)
- 1999: Das Leben und Ich (Boy Meets World, eine Folge)
- 1999: Practice – Die Anwälte (The Practice, eine Folge)
- 2000: Providence (eine Folge)
- 2000: Will & Grace (eine Folge)
- 2000: X-Factor: Das Unfassbare (Beyond Belief: Fact or Fiction, eine Folge)
- 2005: Cold Case – Kein Opfer ist je vergessen (Cold Case, eine Folge)
- 2005: Malcolm mittendrin (Malcolm in the Middle, eine Folge)
- 2006: The Jake Effect (eine Folge)
- 2006: Studio 60 on the Sunset Strip (eine Folge)
- 2007: Numbers – Die Logik des Verbrechens (NUMB3RS, eine Folge)
- 2009: Greek (eine Folge)
- 2013: The Mindy Project (eine Folge)
- 2013: Work It (eine Folge)
- 2015: Chasing Life (eine Folge)
- 2018: Alexa und Katie (Alexa & Katie, eine Folge)